# 니쿠 진거
니쿠 진거(루마니아어: Nicu Gingă, 1953년 3월 10일~)는 루마니아의 전 레슬링 선수이다. 1976년 하계 올림픽 그레코로만형 플라이급에서 동메달을 획득했으며 세계 선수권 대회에서 금메달 2개, 은메달 1개, 동메달 1개, 유럽 선수권 대회에서 은메달 2개, 동메달 2개를 획득했다.